# Pasmo 77 GHz
Pasmo 77 GHz (4 mm) – pasmo radiowe, przyznane krótkofalowcom, zawierające się w zakresie fal milimetrowych w przedziale od 75,500 do 81,500 GHz.

## Podział pasma 77 GHz[1]
Na dzień 3 kwietnia 2009
| Częstotliwość w MHz   | Rodzaje emisji                                                                          | Przeznaczenie | Przeznaczenie                                                             |
| --------------------- | --------------------------------------------------------------------------------------- | ------------- | ------------------------------------------------------------------------- |
| 75500,000 – 76000,000 | Amatorska Służba Satelitarna Wszystkie emisje Segment preferowany (1)                   | 75976,200     | Preferowane centrum aktywności emisji wąskopasmowych                      |
| 76000,000 – 77500,000 | Wszystkie emisje Segment niepreferowany (2)                                             | 76032,200     | Centrum aktywności emisji wąskopasmowych w niektórych krajach             |
| 77500,000 – 77501,000 | Amatorska Służba Satelitarna Emisje wąskopasmowe Segment niepreferowany/preferowany (3) | 77500,200     | Preferowane centrum aktywności emisji wąskopasmowych w krajach spoza CEPT |
| 77501,000 – 78000,000 | Wszystkie emisje segment preferowany                                                    |               |                                                                           |
| 78000,000 – 81500,000 | Wszystkie emisje segment niepreferowany                                                 |               |                                                                           |

### Informacje do bandplanu
- (1) Segment preferowany w krajach CEPT stosujących przypis EU35[2];
- (2)

Zakres pomiędzy 77,5 i 78,0 GHz Służba Amatorska i Amatorska Służba Satelitarna posiada status pierwszorzędności i wyłączności.
Pomiędzy 75,5 i 76,0 GHz posiada status pierwszorzędności na podstawie European Common Allocations (ECA) przypis EU35 w krajach CEPT.
W pozostałej części zakresów posiada status drugorzędności.
Sekcja wszystkich emisji w segmencie o statusie drugorzędności powinna być używana tylko wtedy, gdy zakres wszystkich emisji o statusie pierwszorzędności nie może być użyty.
- (3) Segment preferowany w krajach, które nie stosują EU35.